# 何塞·卡洛斯·德·奥利维拉
何塞·卡洛斯·德·奥利维拉（José Carlos de Oliveira，1947年4月23日—）是巴西已退役的职业足球运动员和教练。

## 生平
卡洛斯球员生涯长期效力于巴西国内联赛。退役后他执教过中国健力宝青年队、陕西国力、北京国安、西安安馨园、上海联城和武汉卓尔等中国球队。
1999年12月，卡洛斯接替谷明昌，成为陕西国力队主教练，2000年带领国力升入甲A，此后更被传媒称为“狼王”，2002年初因“健康原因”辞职。
2002年12月23日，卡洛斯与北京国安签约，但2003年4月11日因赛季前六轮一胜两平三负仅积5分，未达到合同中对第一阶段至少积12分的要求，而被俱乐部解聘，其后由于陕西国力当时的保加利亚籍教练科采夫因率队成绩不佳被解职，卡洛斯重返陕西国力，同年9月因为与俱乐部总经理王珀发生矛盾而被解职。